# 克氏溪脂鯉
克氏溪脂鯉，為輻鰭魚綱脂鯉目脂鯉亞目頂器脂鯉科的其一種，分布於南美洲亞馬遜河流域，體長可達6.4公分，棲息在底中層水域，生活習性不明。